# Stefan Riße
Stefan Riße (* 1968 in Bremen) ist ein deutscher Börsenjournalist, Buchautor und ehemaliger Vermögensverwalter.

## Leben
Geboren und aufgewachsen in Bremen, beschäftigte sich Riße seit seinem 17. Lebensjahr mit Aktien und Geldanlagen. Nach dem Abitur arbeitete er zwei Jahre als Wertpapierhändler und wechselte dann in den Journalismus (u. a. Focus, Forbes Magazine und Börsenkorrespondent bei n-tv). Von 2006 bis 2011 war er Chefstratege der deutschen Niederlassung des CFD-Brokers CMC Markets, von März bis Mai 2016 war er in gleicher Funktion bei Ayondo markets beschäftigt. In der Zwischenzeit betätigte er sich auch als Vermögensverwalter. Am 29. Juni 2012 wurde der Investmentfonds Riße Inflation Opportunities (WKN A1JUWR) aufgelegt. Nach anfänglichen Gewinnen wurde dieser Fonds mit einem Verlust von knapp 50 Prozent zum 6. April 2016 aufgelöst.
Von 2015 bis 2017 war Riße auf einer Social-Trading-Plattform vertreten. Andere Nutzer konnten ihm dort per Mausklick das eigene Kapital zuweisen und dann seine Anlagen kopieren.
Seit 2018 arbeitet er laut eigener Aussage für die ACATIS Investment KVG mbH.

## Veröffentlichungen
- Die Inflation kommt. FinanzBuch-Verlag, München 2010
- CFDs. FinanzBuch-Verlag, München 2005
- Manager außer Kontrolle. Econ, München 2003